# Coras furcatus
Coras furcatus är en spindelart som beskrevs av Muma 1946. Coras furcatus ingår i släktet Coras och familjen mörkerspindlar. Inga underarter finns listade i Catalogue of Life.